# Kobišnica
Kobišnica es un pueblo ubicado en la municipalidad de Negotin, en el distrito de Bor, Serbia.

## Superficie
Posee una superficie de 23,30 kilómetros cuadrados.

## Demografía
Hasta 2011 la población era de 1148 habitantes, con una densidad de población de 49,27 habitantes por kilómetro cuadrado.